# Pace di Torino (1381)
La pace di Torino del 1381 fu l'evento che pose fine alla guerra di Chioggia tra Genova e Venezia.

## Antefatti
Nel principio della guerra i genovesi ebbero la meglio, riuscendo a sconfiggere Venezia, occupando la laguna e conquistando numerose città fedeli alla Serenissima. Dinnanzi alla proposta di una resa senza condizioni, il comandante genovese preferì umiliare Venezia richiedendo tra le altre cose che fossero messe le briglie ai cavalli di bronzo presenti nel duomo veneziano. Di fronte a questo affronto la città di Venezia si decise a combattere fino alla fine, dando fondo ad ogni risorsa anche grazie alla generosità del suo popolo e con un'astuta manovra di accerchiamento, Vettor Pisani, comandante della flotta veneziana, riuscì ad accerchiare le truppe genovesi che avevano conquistato Chioggia, a isolarle e a tagliare ogni rifornimento. Il 24 maggio 1380 la guarnigione genovese fu costretta alla ritirata da Chioggia e la Repubblica di Genova a partecipare ad un trattato.
Nonostante questo ritiro dalla laguna di Venezia, Genova era ancora decisa a combattere e a piegare una volta per tutte l'odiato nemico, forte soprattutto di una supremazia marittima sulle rotte di Corsica, Sardegna, Sicilia nel mar Egeo orientale e nel mar Nero, senza contare la pressione terrestre su Venezia grazie ai numerosi alleati. Una piccola flotta si dedicò comunque ad azioni di schermaglia e pirateria nell'Adriatico, in attesa che venisse rispettato il trattato.
In realtà Genova ebbe anche alcuni benefici da tale ritiro dalla laguna veneta , restituendo da un lato i territori conquistati ma comunque d'altra parte mantenendo l'egemonia su Cipro e le rotte orientali forti degli accordi commerciali dell'egeo orientale e mar Nero, dove erano più radicate le colonie genovesi, iniziando un percorso che portò in seguito la Superba a varie lotte intestine e alle dominazioni napoleoniche francesi del 1797. 
Venezia si riprese velocemente dalle cessioni territoriali che dovette concedere da un lato , ma d'altra parte potendo riottenere le zone della laguna occupate dai genovesi, ed in seguito diventando sempre di più dominatrice dei commerci sulle rotte adriatiche , sulle zone delle isole ioniche,  verso le zone dell'isola di Creta , fino al suo declino nel 1797.
Le due città furono costrette ad una coesistenza , e si trovarono poi assieme a combattere l'impero Ottomano dalla parte della coalizione Cristiana, pur mantenendo comunque contemporaneamente le rotte e le attività commerciali in concessione dai Turchi.

## Trattato
A ricercare la pace erano, oltre alle due contendenti, anche Urbano VI rifugiato presso Genova e i fiorentini, che temevano lo stato di guerra permanente per i disagi causati ai loro commerci.
Ma a persuadere i veneziani e i genovesi a deporre le armi fu la mediazione di Amedeo VI di Savoia, il Conte Verde. Il grande prestigio raggiunto dal membro di Casa Savoia si poté vedere proprio nella pace siglata a Torino l'8 di agosto 1381.
I due contendenti sottoscrissero i seguenti accordi:
- Venezia cedeva la Dalmazia al re di Ungheria, ma riceveva in cambio una retribuzione annua di 7000 ducati d'oro oltre che il monopolio della navigazione nell'Alto Adriatico.
- Venezia cedeva alla Casa d'Asburgo Conegliano e Treviso.
- Padova cedeva a Venezia Cavarzere.
- Il Patriarca di Aquileia s'impegnava a ritirare le sue truppe dai luoghi da esse occupati.
- Genova si impegnava a ritirare le truppe da tutti i territori conquistati, mantenendo però l'egemonia commerciale su Cipro e l'occupazione di Famagosta.
- Amedeo VI, in quanto mediatore, riceveva l'isola di Tenedo, nell'Egeo.